# Paradižnik
Paradižnik (znanstveno ime Solanum lycopersicum, prej Lycopersicon esculentum) je rastlina iz družine razhudnikovk, zelo sorodna tobaku, čiliju, krompirju in jajčevcu. Izvira iz Srednje, Južne in južnega dela Severne Amerike na področju od Mehike do Peruja. Gre za  trajnico, ki na področjih z zmerno klimo raste kot enoletna rastlina in navadno s šibkim olesenelim steblom, ki se pogosto ovija okrog drugih rastlin, doseže višino od 1 do 3 metre. Listi so dolgi 10 do 25 cm, s 5 do 9 lističi z nažaganim robom, dolgimi do 8 cm. Tako steblo kot listi so gosto oddlačeni. Cvetovi so rumene barve in imajo premer od 1 do 2 cm.
Danes je paradižnik priljubljena povrtnina tudi v deželah, kjer nimajo primernih klimatskih pogojev za njeno pridelavo. Obstajajo razne vrste paradižnika, ki se med seboj razlikujejo bolj po obliki in barvi, manj pa po vsebini ter hranilnih vrednostih. Kot večina povrtnin tudi paradižnik vsebuje mnogo vode in relativno majhne količine suhih koristnih snovi. Vsebuje okoli 94 % vode, okoli 1 % beljakovin, 0,3 % maščob in 4 % ogljikovih hidratov. Paradižnik vsebuje veliko vitamina A in C. Cenjen je v prehrani zaradi svojega posebnega prijetnega okusa in daje hrani prijeten vonj in barvo. Vsebuje tudi minerale v sledeh, posebno kalcij, magnezij in železo. Rdečo barvo daje paradižniku snov likopen, njegova lastnost je da se z dviganjem temperature intenzivnost rdeče barve povečuje. Vsebuje tudi določene organske kisline, ki ugodno vplivajo na naše notranje organe. Paradižnik osvežuje, ugasi žejo in odpira apetit.